# Pilot Pen Tennis 2010 - Doppio femminile
Il doppio femminile del Pilot Pen Tennis 2010 è stato un torneo di tennis facente parte del WTA Tour 2010.
Nuria Llagostera Vives e María José Martínez Sánchez erano le detentrici del titolo, ma la Llagostera Vives non ha partecipato.
La Martínez Sánchez ha fatto coppia con Arantxa Parra Santonja, ma ha perso nei quarti di finale 6–2, 6–1 contro Anabel Medina Garrigues e Yan Zi.
Květa Peschke e Katarina Srebotnik hanno battuto in finale Bethanie Mattek-Sands e Meghann Shaughnessy con il punteggio di 7–5, 6–0.

## Teste di serie
1. Květa Peschke /  Katarina Srebotnik (campioni)
2. Lisa Raymond /  Rennae Stubbs (primo turno)

1. Vania King /  Jaroslava Švedova (primo turno)
2. Cara Black /  Anastasija Rodionova (primo turno)

## Tabellone

### Legenda
| - Q = Qualificato - WC = Wild card - LL = Lucky loser | - ALT = Alternate - SE = Special Exempt - PR = Protected Ranking | - w/o = Walkover - r = Ritirato - d = Squalificato |